# Circuit méditerranéen
Le Circuit méditerranéen est une course cycliste française disputée au mois de février dans le département des Pyrénées-Orientales. Elle fait partie d'une série d'épreuves organisées par Courses au Soleil. 
De 1981 à 1988, la compétition se déroule sous le nom de Grand Prix de l'Indépendant. Le Circuit disparaît en 2014.

## Palmarès
| Année                       | Vainqueur              | Deuxième                      | Troisième              |
| --------------------------- | ---------------------- | ----------------------------- | ---------------------- |
| Grand Prix de l'Indépendant |                        |                               |                        |
| 1981                        | Roland Mercadié        | Francisco López Gonzalvo (es) | Dino Bertolo           |
| 1982                        | Bernard Gimbernat      | Jean-Marc Manfrin             | William Bonnet         |
| 1983                        | Dante Cocolo           | Christian Chaubet             | Thierry Conrozier      |
| 1984                        | Luc Février            | Jean-Marc Manfrin             | Gérard Mercadié        |
| 1985                        | Mario Degouge          | Éric Guillot                  | Franck Rigon           |
| 1986                        | Marc Meilleur          | Serge Polloni                 | Luc Leblanc            |
| 1987                        | Philippe Delaurier     | Miguel Martinez               | Pascal Lino            |
| 1988                        | Frédéric Calandras     | Franck Simon                  | Jean-Yann Daireaux     |
| Circuit méditerranéen       |                        |                               |                        |
| 1989                        | Laurent Pillon         | Vincent Lacressonnière        | Laurent Pieri          |
| 1990                        | Thierry Gouvenou       | Nicolas De Bacco              | Pierre Dewailly        |
| 1991                        | Nicolas De Bacco       | Christophe Sautreau           | Cyril Sabatier         |
| 1992                        | Bruno Thibout          | Laurent Roux                  | Pascal Chanteur        |
| 1993                        | Christophe Faudot      | Lars Michaelsen               | Jean-François Laffillé |
| 1994                        | Jean-François Laffillé | Christian Magimel             | Hervé Rivet            |
| 1995                        | Frédéric Vifian        | Cyril Sabatier                | Carlos Torrent         |
| 1996                        | Arnaud Auguste         | Jérôme Gannat                 | Pascal Giguet          |
| 1997                        | Martial Locatelli      | Jean-Michel Flochon           | Franck Van de Velde    |
| 1998                        | Claude Céard           | Raphaël Martinez              | Franck Tognini         |
| 1999                        | Régis Balandraud       | Josep Guillem                 | Olivier Trastour       |
| 2000                        | Benoît Luminet         | Jérémie Dérangère             | Régis Lhuillier        |
| 2001                        | Nicolas Liboreau       | Ludovic Vanhée                | Mickaël Leveau         |
| 2002                        | John Nilsson           | Philippe Gilbert              | Camille Bouquet        |
| 2003                        | Samuel Rouyer          | Olivier Martinez              | François Norce         |
| 2004                        | Charles Guilbert       | Antonio Miguel Parra (en)     | Franck Charrier        |
| 2005                        | Vincent Templier       | Paul Brousse                  | Olivier Martinez       |
| 2006                        | Cédric Pineau          | Kieran Page                   | Jérôme Bonnace         |
| 2007                        | Benjamin Giraud        | Franck Perque                 | Sébastien Turgot       |
| 2008                        | Fabien Rey             | Renaud Pioline                | Benjamin Giraud        |
| 2009                        | Arnaud Molmy           | Yannick Marié                 | Evaldas Šiškevičius    |
| 2010                        | Ramūnas Navardauskas   | Pim Ligthart                  | Yannick Marié          |
| 2011,                       | Freddy Bichot          | Thomas Robinson               | Thomas Rostollan       |
| 2012                        | Ludwig Laffillé        | Morgan Lamoisson              | Étienne Briard         |
| 2013,                       | Jimmy Turgis           | Pierre-Henri Lecuisinier      | Jérémy Leveau          |
| 2014,                       | Anthony Maldonado      | Thomas Boudat                 | Hugo Hofstetter        |